# Ikeja
Ikeja   este un oraș  în  Nigeria, suburbie a orașului Lagos. Este reședința  statului  Lagos.